# Terraced house

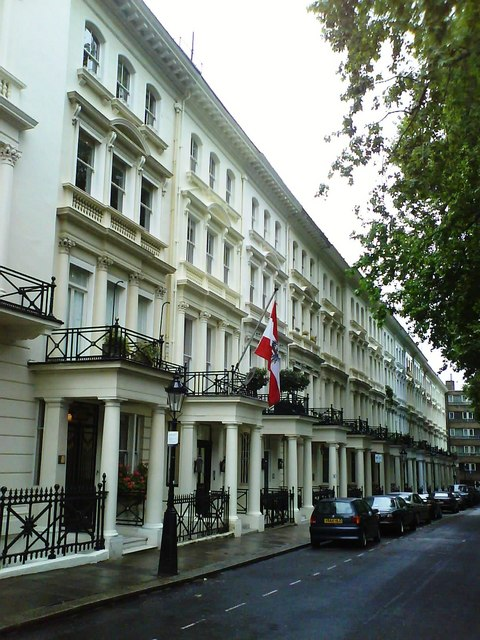
Exemplo de terraced houses em Londres.

Em inglês, utilizam-se os termos terrace(d) house, row house e townhouse na arquitetura e no planejamento urbano para designar um tipo de casas originário da Europa do final do século XVI, em que um grupo de casas idênticas compartilham suas paredes externas. A primeira e a última vivenda de cada fileira é chamada de end terrace, sendo geralmente maiores do que as que se encontram no meio dessa.
Elas também são conhecidas em algumas áreas como casas de fila (especificamente Filadélfia,  Washington e Baltimore) ou casas ligadas. No Brasil, às vezes são chamadas de casas em bloco, ou casas conjugadas. A habitação do terraço pode ser encontrada em todo o mundo, embora esteja em abundância na Europa e na América Latina, e exemplos abrangentes podem ser encontrados na América do Norte e na Austrália. A Place des Vosges em Paris (1605-1612) é um dos primeiros exemplos do estilo. Às vezes, associado à classe trabalhadora, terraços históricos e de reprodução tornaram-se cada vez mais parte do processo de gentrificação em certas áreas do centro da cidade.

## Origens e nomenclatura

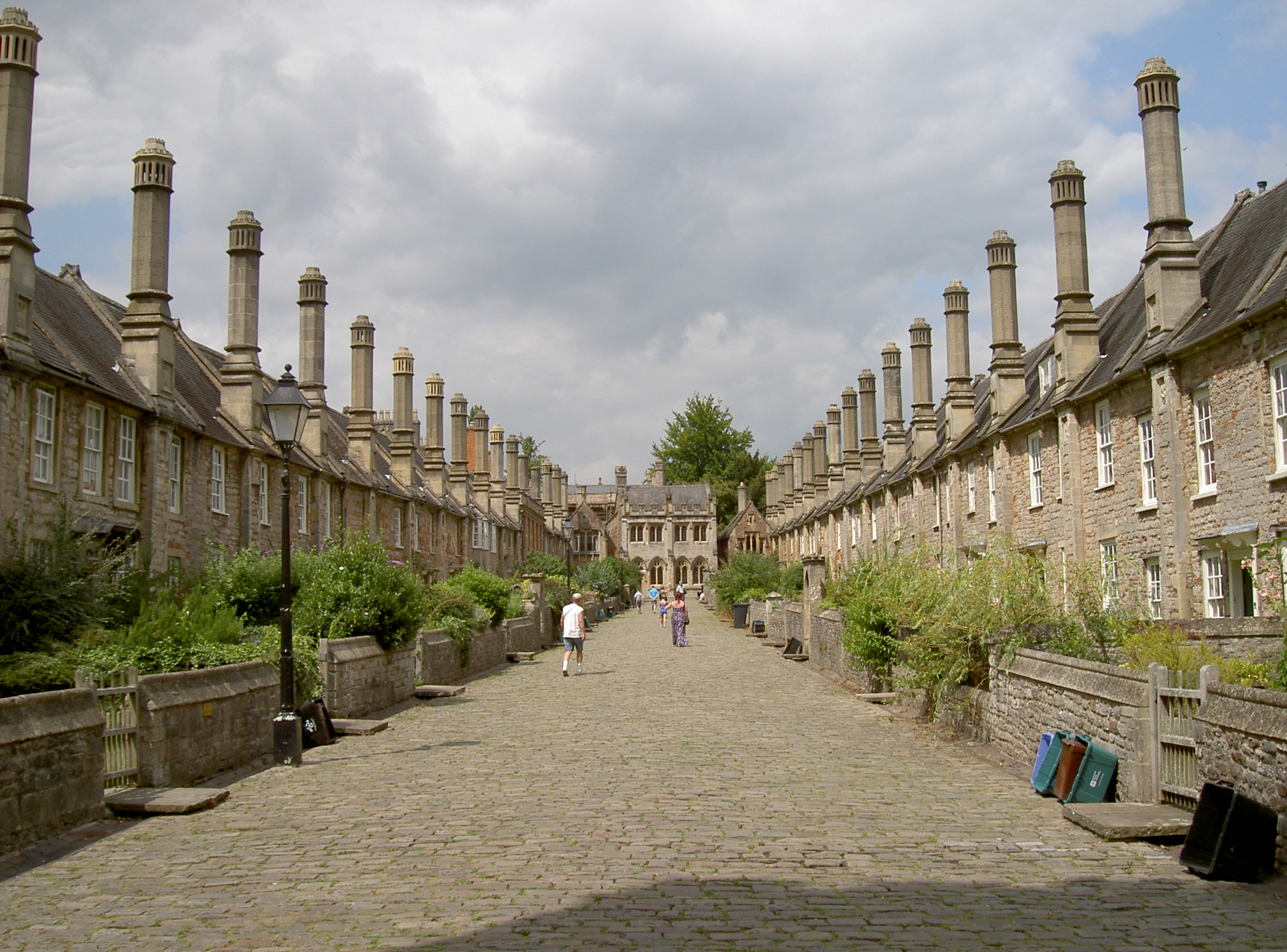
Vicars' Close, construído no século XIV.

Apesar de os exemplos eclesiásticos góticos mais adiantados, tais como perto dos vigários, poços sejam conhecidos, a prática de construir casas domésticas uniforme à linha da propriedade começou realmente no século XVI, seguindo os modelos holandeses e belgas e tornou-se conhecido em inglês como casas da "fileira". "Yarmouth Rows" em Great Yarmouth, Norfolk é um exemplo onde as frentes de construção uniformemente correu para a direita para a linha de propriedade.

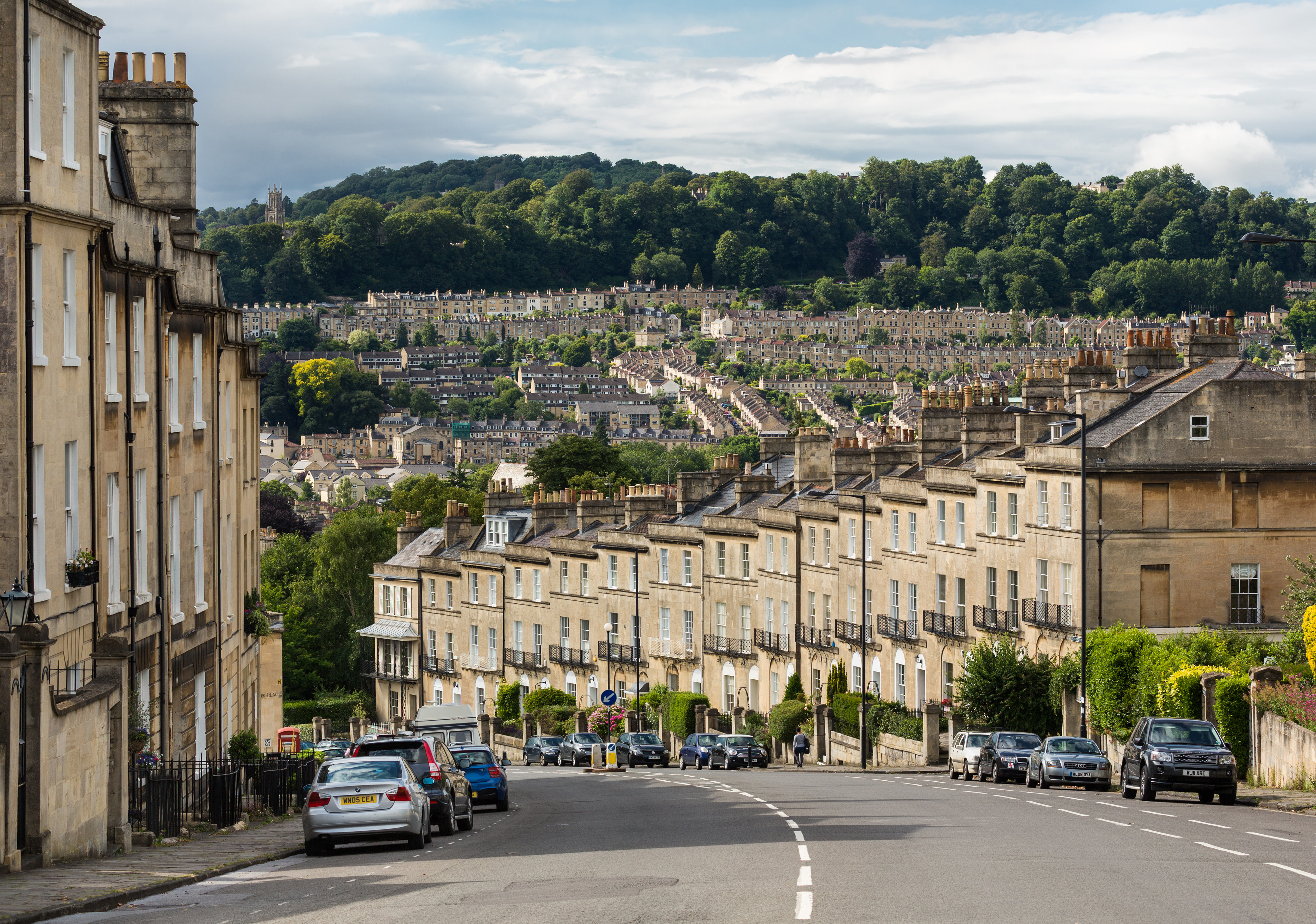
Terraced houses em Bath.

O termo terraço foi emprestado de terraços de jardim por arquitetos britânicos do período georgiano tardio para descrever ruas de casas cujas frentes uniformes e altura uniforme criou um conjunto que era mais elegante do que uma "fileira". Townhouses (ou townhomes) geralmente são estruturas de dois a três andares que compartilham uma parede com uma unidade vizinha. Ao contrário de um edifício de apartamentos, casas não têm unidades vizinhas acima ou abaixo delas. São similares no conceito às casas da fileira ou às casas com terraço, excetua=se o fato de que são divididas geralmente em grupos menores das casas. A primeira e última dessas casas é chamado de terraço final, e muitas vezes é um leiaute diferente das casas no meio, às vezes chamado de meio-terraço.